# 실행계획
실행계획(Action plan)은 기획(plan)의 목표를 실현시키기 위한 구체적인 하나 또는 복수의 계획을 말한다. 행동계획, 실천계획이라고도 한다. 국제법만이 아니라 회사나 개인 등 일상에서도 자주 사용된다.

## 법적 구속력
실행계획은 연성법의 하나로 인식되고 있다. 따라서, 법률상 법적 구속력은 없으나, 사실상 법적 구속력은 인정된다. 즉, 재판에서 법적 구속력이 있는 법률문서(legal instrument)로서 원용할 수는 없지만, 재판외에서는 준법률문서(quasi-legal instrument)로서 위반시 보복조치가 취해질 수 있다.

## 사례
- 마닐라 실행계획
- 투자촉진 행동계획
- 열대림 행동계획

## 같이 보기
- 연성법